# Collandres
Collandres är en kommun i departementet Cantal i regionen Auvergne-Rhône-Alpes i mitten av Frankrike. Kommunen ligger  i kantonen Riom-ès-Montagnes som ligger i arrondissementet Mauriac. År 2022 hade Collandres 157 invånare.

## Befolkningsutveckling
Antalet invånare i kommunen Collandres
Referens:INSEE